# Waldwirtschaft Seelhorst

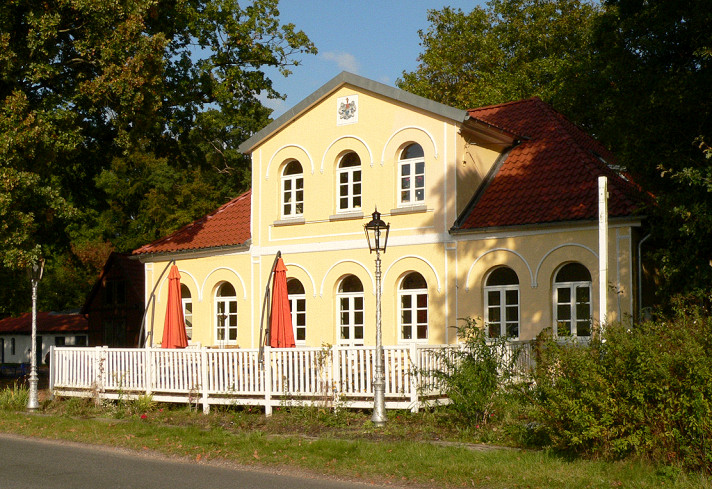
Das 1852 erbaute Alte Jagdhaus, die spätere Waldwirtschaft Seelhorst

Die Waldwirtschaft Seelhorst in Hannover ist ein zur Zeit des Königreichs Hannover Mitte des 19. Jahrhunderts an dem Seelhorster Wald errichtetes, ehemals vom Adel genutztes Jagdhaus. Das später zu einer Gastronomie umfunktionierte, auch Altes Jagdhaus oder Weißes Haus genannte Ensemble ist das älteste erhaltene Bauwerk im heute hannoverschen Stadtteil Seelhorst an der Straße Vor der Seelhorst und steht unter Denkmalschutz.

## Geschichte und Beschreibung
Die Waldwirtschaft gilt – neben einigen nicht mehr vorhandenen Pulvermagazinen – als früheste Ansiedlung im Gebiet zwischen der ausgedehnten Waldfläche der Seelhorst mit seinen ehemals umliegenden Feldern. Vermutlich um 1820 wurde zunächst ein heute als Nebengebäude genutzter kleiner Fachwerkbau vermutlich als Unterkunft für den Waldaufseher errichtet. Eigentümer des Grundstückes wurde der in der sogenannten Franzosenzeit in Hannover geborene, spätere königlich hannoversche Leutnant a. D. Werner von Graevemeyer (Werner August Leo v. Graevemeyer; geboren 25. August 1811 in Hannover; gestorben 13. September 1898 in Bemerode), der als Mitglied des Adelsgeschlechtes von Graevemeyer ab 1844 auch die Verwaltung des älteren Rittergutes in Bemerode oblag.
Vor dem später als Nebengebäude genutzten Fachwerkbau ließ Graevemeyer ab 1852 das Jagdhaus an der Seelhorst errichten; im selben Jahr, in dem im Forst östlich des Ensembles auch der Obelisk am Seelhorstweg aufgestellt wurde.

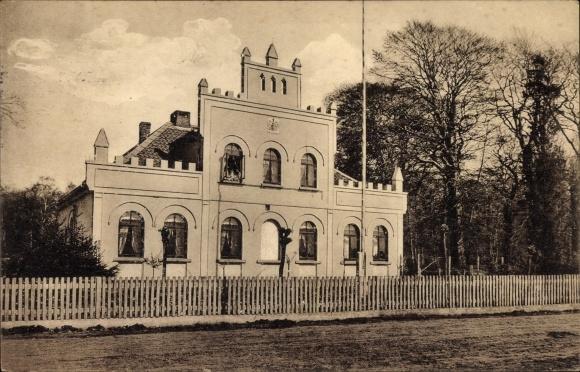
1913: Die Haupthaus der Waldwirtschaft noch mit der ursprünglichen Bekrönung mit Fialgiebel und Zinnen;
Ansichtskarte Nr. 14993 von Rolf & Co.

Um die Jahrhundertwende verkehrte der Dichter Hermann Löns in der Waldwirtschaft; im Jahr 1900 setzte er ihr mit der Erzählung Sommersonntag in der Seelhorst „ein literarisches Denkmal.“
Nachdem am Haupthaus die ursprüngliche Bekrönung mit Fialgiebel und Zinnen entfernt worden war, stellt sich das Haupthaus laut der Denkmaltopographie Bundesrepublik Deutschland heute dar als ein „schlichter eingeschossiger Putzbau mit Walmdach, der mit der Schauseite zum Hofbereich orientiert ist. Jeweils zwei rundbogige Fenster rahmen den in Anlehnung an das Palladiomotiv gestalteten mittigen Eingang. Die siebenachsige Rückfront wird in der Mitte durch ein dreiachsiges Zwerchhaus, das das Familienwappen der Grävemeyers trägt, betont.“
Von 2005 bis 2019 betrieb der Gastronom Joachim Stern das Gasthaus. Seither ist das Ensemble ungenutzt. 2020 legte der durch sein Portfolio von Event-Locations in der Region Hannover als „Der Partylöwe“ bekannte Eigentümer Andreas Hüttmann der Stadtverwaltung mehrere Konzeptzeichnungen nach Plänen der Architektengemeinschaft schulze & partner. architektur (sp.a) vor, nach denen das „Alte Jagdhaus“ durch Ergänzungsbauten aus Glas und Holz zu einer Event-Location aufgewertet werden sollte. Kleinere Abbrucharbeiten und Umbauten wurden im Sommer 2022 dann jedoch durch den Stadtbezirksrat gestoppt, nachdem Anwohner, darunter der gegenüberliegende Kleingartenverein, „Bedenken wegen des zu erwartenden erhöhten Verkehrsaufkommens und zu den kaum vorhandenen Parkplätzen geäußert hatten.“ Ein in Auftrag gegebenes bauhistorisches Gutachten forderte zudem, zunächst „ein Konzept zur Sanierung und Instandsetzung zu entwickeln.“ Daraufhin ließ der der Bezirksrat „die Aufstellung des Bebauungsplans“ stoppen; der Eigentümer stellte daraufhin weitere Planungen ein.
Aus Sorge um einen möglichen Verfall des denkmalgeschützten Bauwerks und jüngeren Erfahrungen mit einem drohenden Abbruch brachte die SPD Mitte 2023 im Stadtbezirksrat Döhren-Wülfel eine Anfrage ein unter dem Titel:„Wir wollen kein zweites Wichmann“.